# Fredric Jameson
Pour les articles homonymes, voir Jameson.
Fredric Jameson, né le 14 avril 1934 à Cleveland et mort le 22 septembre 2024 , est un critique littéraire américain et un théoricien politique marxiste. Il est particulièrement connu pour son analyse des courants culturels contemporains ; il décrit le postmodernisme comme une spatialisation de la culture sous la pression du capitalisme.
Jameson a enseigné la littérature à l'université Duke.

## Vie et travaux
Jameson est né à Cleveland (Ohio) aux États-Unis, le 14 avril 1934. Après avoir été diplômé de Haverford College en 1954, il voyage brièvement en Europe, étudiant à Aix-en-Provence, Munich et Berlin, où il découvre la philosophie continentale et l'émergence du structuralisme. L'année suivante, il retourne aux États-Unis pour poursuivre un doctorat à l'Université Yale, où il étudie sous la direction de Erich Auerbach.
Il meurt le 22 septembre 2024 à l’âge de 90 ans.

### Premiers travaux
Erich Auerbach s'avère une influence durable sur la pensée de Jameson. C'est évident dans sa thèse de doctorat, publiée en 1961 sous le titre Sartre: the Origins of a Style. Le travail d'Auerbach s'inscrit dans le cadre de la philologie allemande ; ses travaux sur l'histoire du style analysent la forme littéraire en relation avec l'histoire sociale. Jameson suit la même approche, examinant l'articulation de la poésie, de l'histoire, de la philologie et de la philosophie chez Jean-Paul Sartre.
Le travail de Jameson se concentre sur la relation entre le style de Sartre et les positions politiques et éthiques de la philosophie existentialiste. Certains aspects marxistes du travail de Sartre sont commentés dans ce livre ; Jameson y reviendra dans la décennie suivante.
La thèse de Jameson, bien qu'inspirée par une longue tradition d'analyse de la culture européenne, diffère nettement des tendances qui dominent alors dans les universités américaines (qui à l'époque sont l'empirisme et le positivisme logique, en philosophie, et la linguistique et le new criticism dans le domaine de la critique littéraire). Jameson obtient néanmoins un poste à l'Université Harvard, où il enseigne durant la première moitié des années 1960.

### Recherches sur le marxisme
L'intérêt de Jameson pour Sartre le conduit à étudier de manière approfondie la critique littéraire marxiste. Même si Karl Marx est devenu une influence importante en sciences sociales, en partie grâce aux nombreux intellectuels européens qui ont trouvé refuge aux États-Unis au cours de la deuxième guerre mondiale tel Theodor Adorno, la critique littéraire et le travail de marxistes occidentaux sont encore largement méconnus dans les milieux universitaires américains à la fin des années 1950 et au début des années 1960.
Le rapprochement de Jameson avec le marxisme est également attribuable à ses relations politiques avec la nouvelle gauche anglo-saxonne et avec les mouvements pacifistes. Ses recherches portent sur des penseurs tels que György Lukács, Ernst Bloch, Theodor Adorno, Walter Benjamin, Herbert Marcuse, Louis Althusser et Jean-Paul Sartre, qui considèrent la critique culturelle comme une caractéristique du marxisme. Cette position est en rupture avec le marxisme-léninisme orthodoxe, qui a une vision plus étroite du matérialisme historique. À certains égards, Jameson s'intéresse, avec d'autres critiques marxistes comme Terry Eagleton, à l'articulation du marxisme avec les courants philosophiques et littéraires de l'époque.
Alors que la philosophie marxiste traditionnelle considère que la superstructure culturelle est totalement déterminée par l'infrastructure économique, les marxistes occidentaux considèrent la culture comme un phénomène social et historique à côté de la production économique et du pouvoir politique. Ils pensent que la culture doit être étudiée en utilisant le concept hégélien de critique immanente : la théorie selon laquelle une description adéquate et critique d'un texte philosophique ou culturel doit être effectuée dans les mêmes termes que le texte lui-même, dans le but de mettre en évidence ses contradictions internes.

### Analyse du structuralisme
En parallèle, Jameson étudie le structuralisme qui est alors le principal courant de pensée alternatif au marxisme. Après avoir rejoint l'Université de Californie à San Diego en 1967, Jameson publie Marxism and Form: Twentieth-Century Dialectical Theories of Literature (1971) et The Prison-House of Language: A Critical Account of Structuralism and Russian Formalism (1972).
Ces deux ouvrages essayent de traiter des principales caractéristiques de la vie littéraire et universitaire que Jameson perçoit comme tendant vers le détachement de la réalité. Il y critique aussi bien la consécration de l'œuvre d'art comme objet totalement distinct du contexte de sa production ainsi que le formalisme anti-historique découlant d'une interprétation restrictive du structuralisme. Jameson considère ces deux tendances comme des échecs dans la compréhension des éléments clés de la production et de la consommation contemporaine des œuvres d'art. En parallèle, il affirme, comme dans ses précédents ouvrages, que les objets culturels doivent être compris selon les règles culturelles ; il fait valoir que l'analyse minutieuse des pratiques culturelles démontre que l'art et la culture sont fondés sur les réalités économiques.
Au cours des années 1970, Jameson continue à travailler dans cette voie. Il combine une étude à plusieurs niveaux des textes littéraires (y compris des genres ou des auteurs contemporains qui sont à peine traités par la recherche universitaire, allant de la science-fiction à Raymond Chandler), avec des analyses théoriques des idéologies, du modernisme et de l'histoire littéraire.

### Récit et histoire
L'histoire tend à jouer un rôle central dans l'interprétation que donne Jameson de la lecture (consommation) et de l'écriture (production) des textes littéraires. Jameson marque son attachement à la philosophie hégélio-marxiste avec la publication de The Political Unconscious: Narrative as a Socially Symbolic Act, dont le slogan est « always historicize » (1981). L'objet de The Political Unconscious n'est pas le texte littéraire lui-même, mais plutôt le cadre interprétatif dans lequel il est conçu. Il apparaît comme un manifeste pour une nouvelle approche du récit littéraire.
Le point de vue du livre met l'accent sur l'histoire comme « horizon ultime » de l'analyse littéraire et culturelle. Il emprunte des notions à la tradition structuraliste et au travail de Raymond Williams sur l'anthropologie culturelle, et les joint à une conception marxiste du travail (qu'il s'agisse des cols bleus ou des intellectuels). Les lectures de Jameson sont exploitées tant du point de vue de la forme et des thèmes explicitement choisis par l'écrivain que du cadre qui le guide inconsciemment. Les choix artistiques normalement considérés en termes purement esthétiques sont refondus selon l'histoire des pratiques et des normes littéraires, dans une tentative de développer un inventaire systématique des contraintes imposées à l'artiste en tant que sujet créatif. Pour poursuivre cette discussion, il décrit les « ideologeme(s)», comme « la plus petite unité intelligible des discours fondamentalement antagonistes des classes sociales. »
L'idée d'établir que l'histoire est le seul facteur pertinent, d'où dérivent les catégories régissant la production artistique, se conjugue dans cette analyse avec une audacieuse proclamation théorique. Le livre de Jameson prétend établir une critique littéraire marxiste, centrée sur la notion d'un mode de production artistique, comme cadre le plus complet pour comprendre la littérature. Le travail amorcé par Jameson dans ce livre servira de base pour d'autres travaux plus connus.

### Critique de la postmodernité
Le postmodernisme ou la logique culturelle du capitalisme tardif est d'abord publié dans la New Left Review en 1984, alors que Jameson exerce comme professeur de littérature et d'histoire de la conscience à l'Université de Californie à Santa Cruz. Cet article controversé[réf. souhaitée], qui sera plus tard étendu à un livre entier, fait partie d'une série d'analyses de la postmodernité faites à partir du point de vue dialectique que Jameson a développé dans ses précédents travaux sur le récit. Jameson considère ici le « scepticisme envers le métarécit » des postmodernes comme un « mode d'expérience » résultant des conditions de travail intellectuel imposées par les modes de production du capitalisme tardif.
Les postmodernes font valoir que la différenciation complexe entre les domaines de la vie (tels que la politique, le contexte social, culturel, économique, etc.) et entre les classes sociales et les rôles sociaux au sein de chaque domaine, ont été surmontés par la crise du fondationnalisme et le relativisme qui en résulte. Jameson fait valoir, à l'encontre de cette idée, que ces phénomènes ont ou auraient pu être compris de façon satisfaisante dans un cadre moderniste ; l'échec du postmodernisme implique une rupture brutale dans le perfectionnement de la pensée dialectique.
À son avis, la fusion postmoderne de tous les discours dans un ensemble indifférencié est le résultat de la colonisation de la sphère culturelle, qui avait conservé une autonomie partielle au moins pendant la période moderniste précédente, par une nouvelle organisation du capitalisme. Poursuivant les analyses de l'industrie culturelle d'Adorno et d'Horkheimer, Jameson discute cette évolution dans une critique de l'architecture, du cinéma, du récit et des arts plastiques, ainsi que dans ses travaux strictement philosophiques.
Son analyse du postmodernisme tente de le considérer dans son contexte historique. Jameson rejette donc explicitement toute opposition morale au postmodernisme comme phénomène culturel, et continue d'insister sur le concept hégélien de critique immanente. Cependant, son incapacité à rejeter a priori le postmodernisme est perçue par beaucoup comme une approbation implicite du point de vue postmoderne.

### Depuis les années 1990
Au cours des années 1990, Jameson développe cette approche historique : 1994 avec Seeds of Time au cours de ses conférences à l'Université de Californie, et 1998 avec Brecht and Method. Cette dernière est une analyse du contexte politique et social de l'engagement politique de Bertolt Brecht.
Les travaux plus récents de Jameson comprennent Archéologies du futur. Le désir nommé utopie, une étude de l'utopie et la science-fiction en décembre 2005 ; The Modernist Papers (2007), recueil d'essais sur le modernisme ; et Valences of the Dialectic (2009) qui comprend des commentaires critiques sur Slavoj Žižek ou Gilles Deleuze notamment.

### Ouvrages traduits en français
- avec Terry Eagleton et Edward Saïd, Nationalisme, colonialisme et littérature [« Nationalism, Colonialism, and Literature »], Presses Universitaires Du Septentrion, 1994, 98 p. (ISBN 978-2-85939-448-6)
- Le postmodernisme ou la logique culturelle du capitalisme tardif [« Postmodernism: The Cultural Logic of Late Capitalism »], Paris, éd. de l'Ensb-a, 2007, 608 p. (ISBN 978-2-84056-150-7)
- La totalité comme complot : Conspiration et paranoïa dans l'imaginaire contemporain [« The Geopolitical Aesthetic: Cinema and Space in the World System - ch. 1 »], Paris, Les Prairies ordinaires, 2007, 144 p. (ISBN 978-2-35096-006-7)
- Archéologies du futur : Le désir nommé utopie [« Archaeologies of the future »]  (trad. de l'anglais), t. 1, Paris, Max Milo Éditions, coll. « L'inconnu », 2007, 400 p. (ISBN 978-2-35341-020-0)
- Archéologies du futur : Penser avec la science-fiction [« Archaeologies of the future »]  (trad. de l'anglais), t. 2, Paris, Max Milo Éditions, coll. « L'Inconnu », 2008, 287 p. (ISBN 978-2-35341-035-4)
- Fictions Géopolitiques : Cinéma, capitalisme, postmodernité [« The Geopolitical Aesthetic: Cinema and Space in the World System - partie 2 »]  (trad. de l'anglais), Nantes, Capricci, 2011, 196 p. (ISBN 978-2-918040-07-1)
- L'inconscient politique : Le récit comme acte socialement symbolique [« The Political Unconscious: Narrative as a Socially Symbolic Act »]  (trad. de l'anglais), Paris, Questions Theoriques, coll. « Saggio Casino », 2012, 480 p. (ISBN 978-2-917131-03-9)
- Brecht and Method (chapitre 1 : Nützliches) [« Brecht and Method (1999) »], Revue Incise 1, 2014, p. 138-147 (ISBN 978-2-9549231-0-9)
- Brecht and Method (deuxième chapitre) [« Brecht and method »], Revue Incise 2, 2015 (ISBN 978-2-9549231-1-6)
- Brecht and Method (troisième chapitre) [« Brecht and method »], Revue Incise 3, 2016
- Raymond Chandler. Les détections de la totalité (Detections of Totality, or, the Synoptic Chandler), Paris, Les Prairies ordinaires, coll. "Penser Croiser", 2014. 120 p. (Traduit de l'anglais par Nicolas Vieillescazes)
- Représenter Le Capital  (trad. Nicolas Vieillescazes), Éditions Amsterdam, 2017, 200 p. (ISBN 978-2354801533)

### Articles traduits en français
- Le marxisme face à la postmodernité : entretien avec Fredric Jameson, revue Période, Paris, 28 juin 1993, Entretien réalisé par Stathis Kouvélakis et Michel Vakaloulis, initialement paru dans Futur antérieur, no 21, 1994.
- « Badiou et la tradition», revue Période.
- Une nouvelle interprétation du Capital, revue Période, article paru initialement dans la revue Mediations, n°25, automne 2010.

### En anglais
- Sartre : The Origins of a Style, New Haven, Yale University Press, 1961.
- Marxism and Form : Twentieth Century Dialectical Theories of Literature, Princeton, Princeton University Press, 1971.
- The Prison-House of Language : A Critical Account of Structuralism and Russian Formalism, Princeton, Princeton University Press, 1972.
- Fables of Aggression : Wyndham Lewis, the Modernist as Fascist, Berkeley, University of California Press, 1979.
- The Political Unconscious : Narrative as a Socially Symbolic Act, Ithaca, N.Y., Cornell University Press, 1981.
- The Ideologies of Theory. Essays 1971–1986. Vol. 1 : Situations of Theory, Minneapolis, University of Minnesota Press, 1988.
- The Ideologies of Theory. Essays 1971–1986. Vol. 2 : The Syntax of History, Minneapolis, University of Minnesota Press, 1988.
- Postmodernism and Cultural Theories ((zh)). Tr. Tang Xiaobing. Xi'an: Shaanxi Normal University Press. 1987.
- Nationalism, Colonialism, and Literature, Derry: Field Day, 1988. A collection of three Field Day Pamphlets by Fredric Jameson, Terry Eagleton and Edward Said.
- Late Marxism : Adorno, or, The Persistence of the Dialectic, London & New York: Verso, 1990.
- Signatures of the Visible, New York & London: Routledge, 1990.
- Postmodernism: The Cultural Logic of Late Capitalism, Durham, NC, Duke University Press, 1991.
- The Geopolitical Aesthetic : Cinema and Space in the World System, Bloomington, Indiana University Press, 1992.
- The Seeds of Time. The Wellek Library lectures at the University of California, Irvine, New York, Columbia University Press, 1994.
- Brecht and Method, London & New York: Verso, 1998.
- The Cultural Turn : Selected Writings on the Postmodern, 1983-1998, London & New York: Verso, 1998.
- The Jameson Reader. Ed. Michael Hardt and Kathi Weeks. Oxford: Blackwell. 2000.
- A Singular Modernity : Essay on the Ontology of the Present, London & New York Verso, 2002.
- Archaeologies of the Future : The Desire Called Utopia and Other Science Fictions, London & New York: Verso, 2005.
- The Modernist Papers, London & New York Verso, 2007.
- Jameson on Jameson: Conversations on Cultural Marxism Ed. Ian Buchanan. Durham, NC: Duke University Press. 2007.
- The Ideologies of Theory, London & New York: Verso, 2009.
- Valences of the Dialectic, London & New York: Verso, 2009.
- The Hegel Variations : On the Phenomenology of Spirit, London & New York: Verso, 2010.
- Representing 'Capital' : A Reading of Volume One, London & New York: Verso, 2011.
- The Antinomies of Realism, London & New York: Verso, 2013
- The Ancients and the Postmoderns: On the Historicity of Forms. London & New York: Verso, 2015
- An American Utopia: Dual Power and the Universal Army. Ed. Slavoj Žižek. London and New York: Verso, 2016
- Raymond Chandler: The Detections of Totality. London and New York: Verso, 2016
- Allegory and Ideology. London and New York: Verso, 2019
- The Benjamin Files. London and New York: Verso, 2020

### Sur Jameson
- (en) William C. Dowling, Jameson, Althusser, Marx : an introduction to the political unconscious, Ithaca, N.Y., Cornell University Press, 1984, 147 p. (ISBN 0-8014-1714-7)
- (en) Sean Homer, Fredric Jameson Marxism, Hermeneutics, Postmodernism, Ithaca, N.Y., Routledge, 1998, 147 p. (ISBN 0-8014-1714-7)
- (en) Douglas Kellner, Postmodernism / Jameson : Critique, Washington, D.C., Maisonneuve Press, 1989, 414 p. (ISBN 0-944624-06-5)
- (en) Steven Helmling, The Success and Failure of Fredric Jameson : Writing the Sublime, and the Dialectic of Critique, Albany (N.Y.), SUNY Press, 2001, 182 p. (ISBN 0-7914-4763-4, lire en ligne)
- Thierry Labica, « Le grand récit de la postmodernité. À propos de Le Postmodernisme ou la logique du capitalisme tardif de Fredric Jameson », in La Revue internationale des livres et des idées, no 1, sept.-oct. 2007 (article en accès libre)
- Gabriel Maissin, "Fredric Jameson, le postmodernisme, nouvelle frontière du capitalisme", Politique, revue de débats, Bruxelles, no 53, février 2008. Lire sur Academia.edu